# Пештиш (Бихор)
Пештиш (рум. Peștiș) насеље је у Румунији у округу Бихор у општини Алешд. Oпштина се налази на надморској висини од 244 m.

## Становништво
Према подацима из 2002. године у насељу је живело 1454 становника.

### Попис2002.
| Расподела становништва по националности 2002.‍ | Расподела становништва по националности 2002.‍ | Расподела становништва по националности 2002.‍ | Расподела становништва по националности 2002.‍ | Расподела становништва по националности 2002.‍ |
| --------------------------------------------- | --------------------------------------------- | --------------------------------------------- | --------------------------------------------- | --------------------------------------------- |
|                                               |                                               |                                               |                                               |                                               |
| Румуни                                        | Румуни                                        |                                               | 1.287                                         | 88,6%                                         |
| Мађари                                        | Мађари                                        |                                               | 11                                            | 0,8%                                          |
| Словаци                                       | Словаци                                       |                                               | 155                                           | 10,7%                                         |